# Скелетний ключ

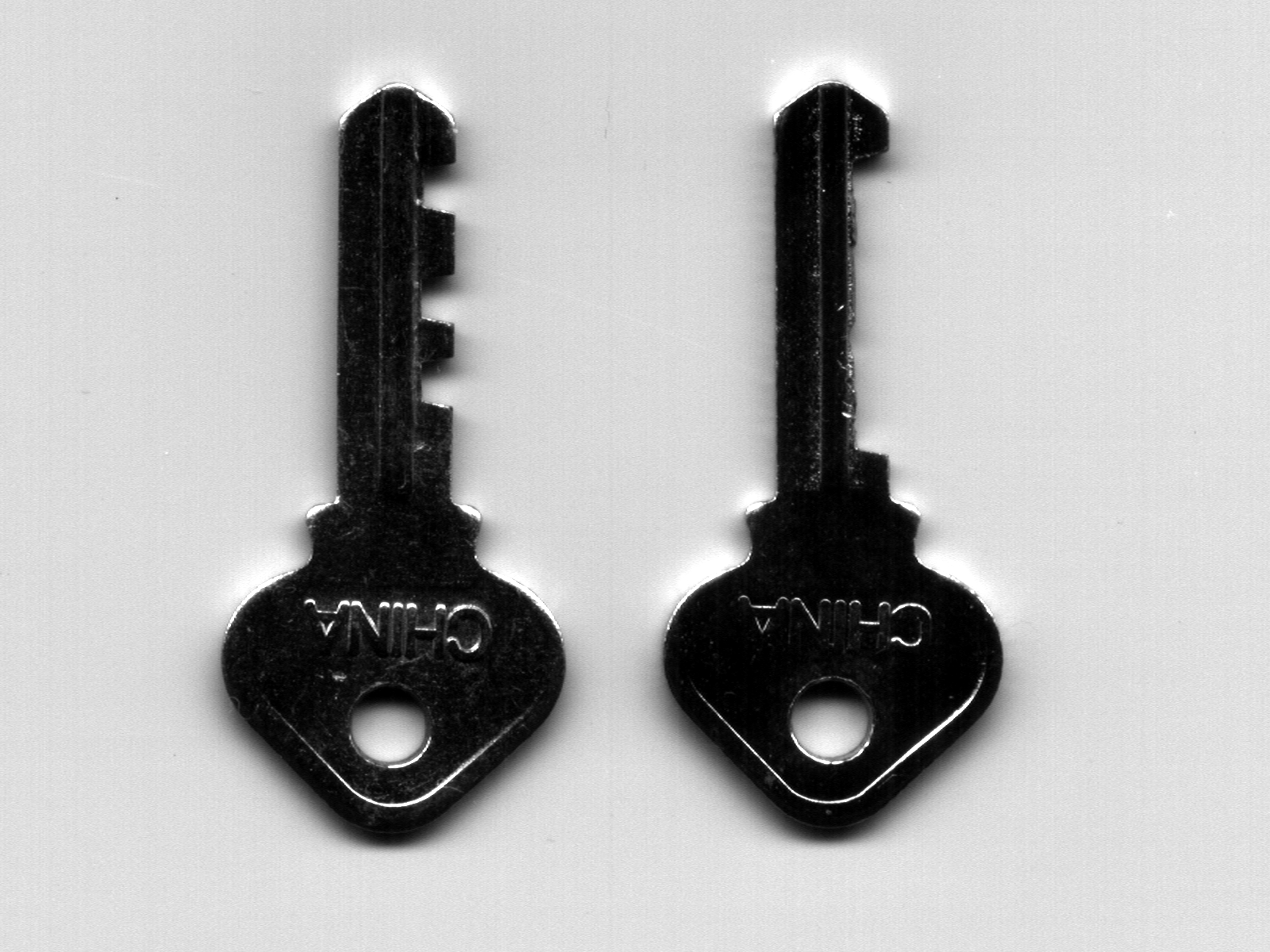
Ключ (з усіма зубцями) для замка (ліворуч) і скелетний ключ (праворуч) для того самого замку. Звичайний ключ ліворуч відкриє лише той замок, до якого він підходить, але скелетний ключ праворуч може відкрити будь-який замок із цією конкретною замковою щілиною.

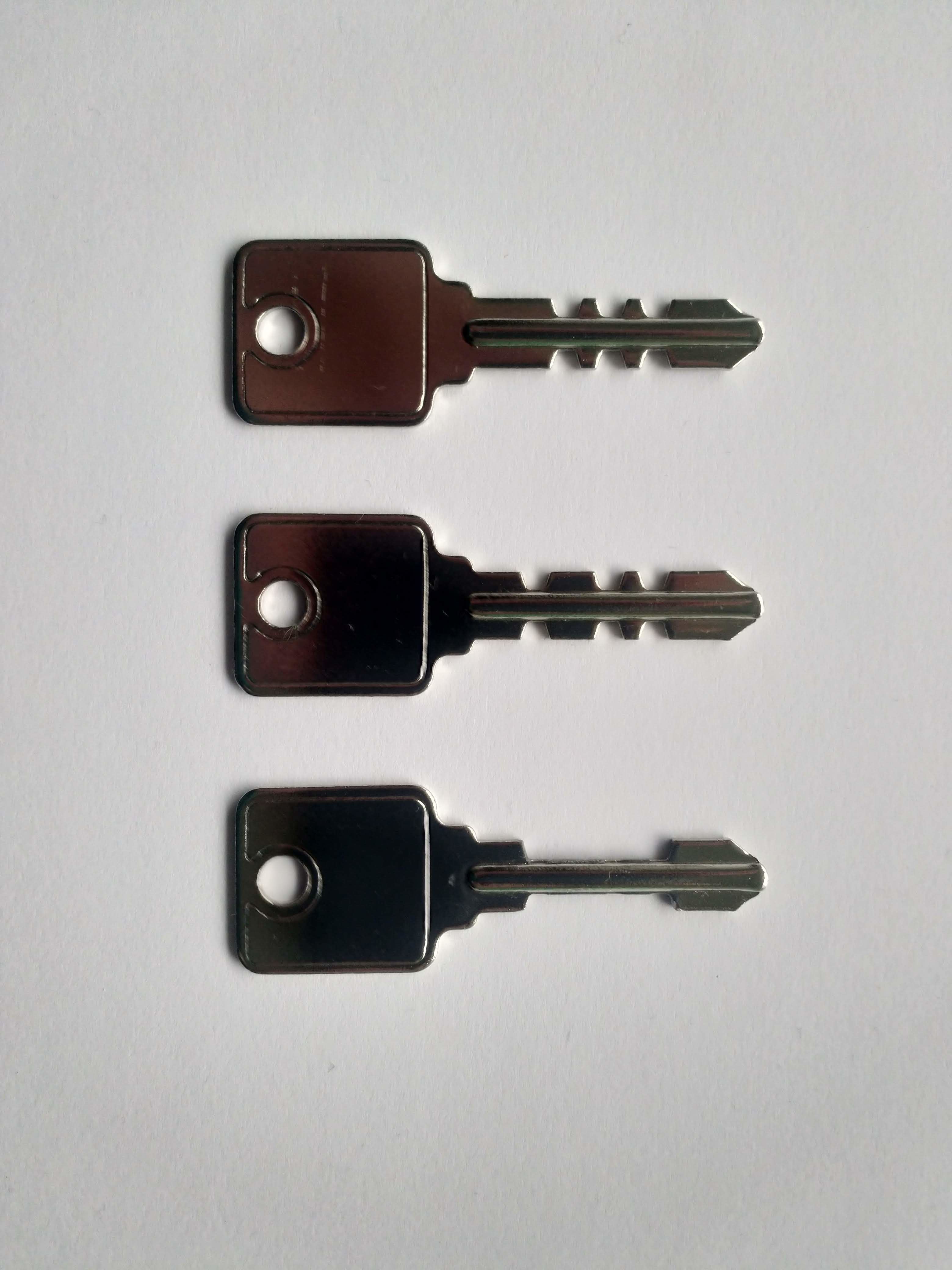
Два ключі від ригельного замка та саморобний скелетний ключ

Скелетний ключ (також відомий як універсальний ключ або ключ-відмичка) — це тип ключа, у якого видалено зубчастий край, щоб він міг відкривати не один, а декілька або більшість замів певного типу. Цей термін походить від того факту, що ключ було спрощено до лише основної частини.

## Майстер-ключі

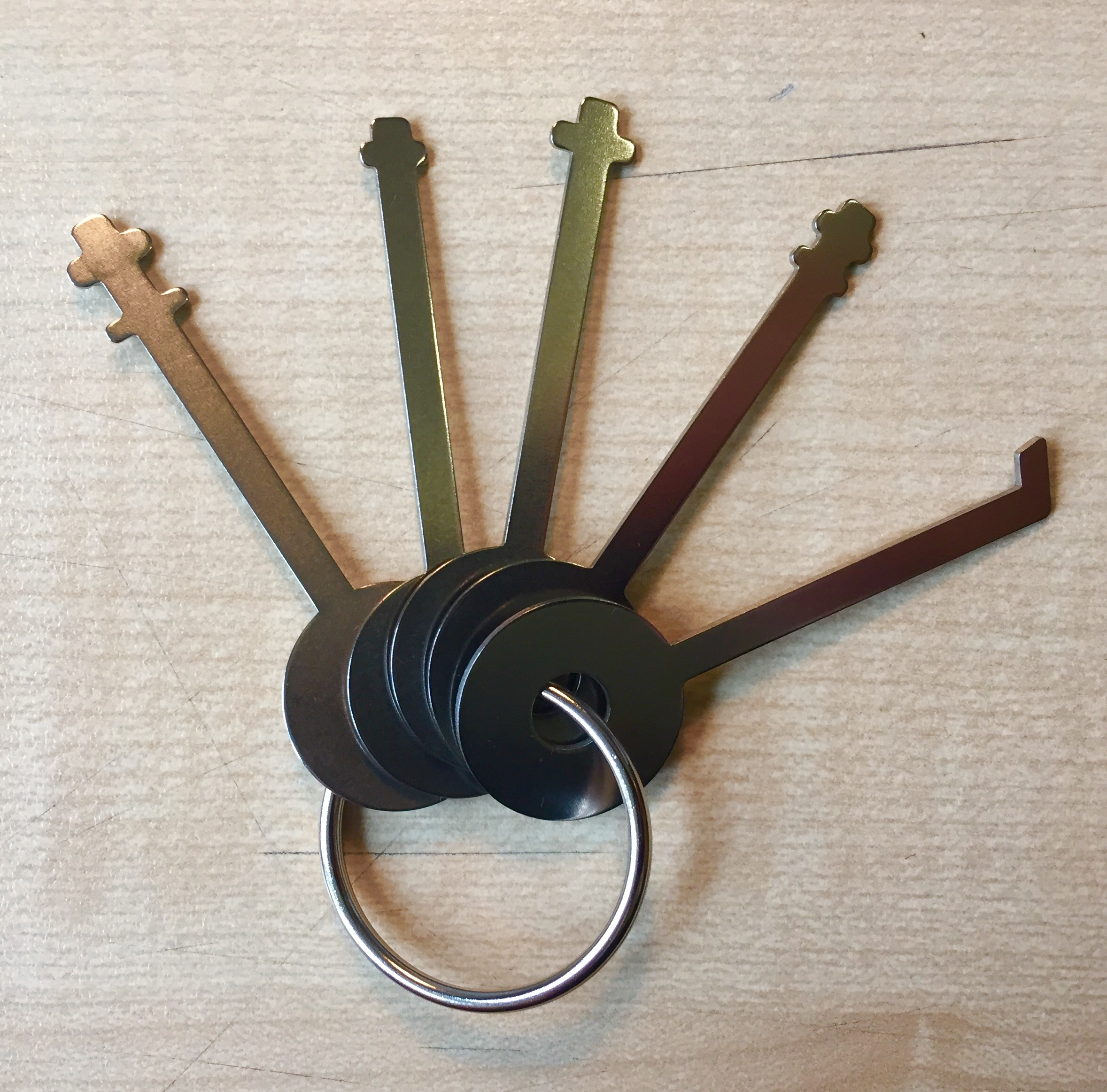
Набір скелетних ключів, який використовується для відкриття більшості типів ригельних замків

Скелетний ключ — це ключ, який було модифіковано або підпиляно, щоб його можна було використовувати для відмикання різноманітних ригельних замків. Зазвичай це можна зробити, видаливши більшу частину центру ключа, дозволивши йому пройти в замок без перешкод. Щоб протидіяти незаконному створенню таких ключів, слюсарі можуть розміщувати ригелі не тільки в центрі замку, але й зовні, що ускладнює створення скелетного ключа для таких замків.
Скелетні ключі для сувальдних замків використовуються в замках із зазвичай трьома або п’ятьма важелями та набором запобіжників, які контактують із наконечником ключа лише з боків — верхня частина призначена для висування важелів на правильну висоту, тоді як огороджена частина ключа просто має пройти безперешкодно для забезпечення обертання ключа. Універсальний ключ для сувальдних замків має однакову висоту важеля в усіх замках. Двері можуть мати різні важелі в замках, тому їх можна відкрити лише правильним ключем. У скелетного ключа видалена захищена частина ключа, завдяки чому він може відкривати усі двері з відповідними замками.
У деяких сферах застосування, наприклад, у будівлі з кількома вхідними дверима, можуть використовуватись декілька замків з однаковими ключами; таким чином відкривати усі ці двері можна одним ключем. Система з однаковим ключем відрізняється від системи скелетного ключа, оскільки жоден із замків не має ключа, який може відкрити лише цей замок — усі такі двері відкриваються одним замком.
Скелетні ключі часто асоціювали зі спробами зламати замки в незаконних цілях, наприклад, щоб звільнитися з наручників. Тому такі ключі були спеціально заточені для цих цілей. Законні скелетні ключі використовуються в багатьох сучасних контекстах, де потрібна відкрити замок, а оригінальний ключ втрачено або він недоступний. Наприклад, у готелях без електронних замків для входу в номери клінінгові служби використовують такі ключі.

## Дивіться також
- Злом замків